# Sameraria bullata
Sameraria bullata là một loài thực vật có hoa trong họ Cải. Loài này được B. Fedtsch. miêu tả khoa học đầu tiên.